# WWE Hell in a Cell
WWE Hell in a Cell este un pay-per-view (PPV) ce are loc în fiecare an în luna octombrie.
PPV-ul a avut loc prima dată în octombrie 2009.
Hell in a Cell este un PPV în care evenimentele principale sunt meciuri în cușcă.
În 2009 s-au desfășurat 3 meciuri în cușcă. Meciul dintre Legacy și DX s-a încheiat cu înfrângerea celor din Legacy. Meciul dintre Undertaker și campionul mondial CM Punk s-a încheiat cu înfrângerea lui Punk, Undertaker urmând să fie noul campion mondial. Totuși, în urma acestui meci nu acesta avea sa fie capul de afiș.
Capul de afiș al PPV-ului l-a reprezentat meciul dintre Randy Orton și campionul WWE John Cena, meci de tip Hell in a Cell, terminat cu înfrângerea lui John Cena și având un nou campion WWE, după ce John Cena luase centura WWE tocmai de la Randy Orton la PPV-ul anterior într-un lung meci de tip I Quit.

## Istoric

### 2009
Hell in a Cell 2009 a avut loc pe data de 4 octombrie 2009, evenimentul fiind gazduit de Prudential Center
din Newark, New Jersey.
- Dark Match: Matt Hardy l-a învins pe Mike Knox 
  - Hardy l-a acoperit pe Knox după aplicarea unui «Twist of Fate».
- The Undertaker l-a învins pe CM Punk în-trun Hell in a Cell păstrându-și titlul WWE World Heavyweight Championship
  - Undertaker l-a acoperit pe Punk după aplicarea unui «Tombstone Piledriver»
- John Morrison l-a învins pe Dolph Ziggler păstrându-și titlul WWE Intercontinental Championship
  - Morrison l-a acoperit pe Ziggler dupa un «Starship Pain».
- Mickie James l-a învins pe Alicia Fox păstrându-și titlul WWE Divas Championship
  - Mickie a câștigat prin pinfall, după aplicarea unui «Mickie-DT».
- Jeri-Show (Chris Jericho si Big Show) i-a învins pe Batista și Rey Mysterio păstrându-și titlul Campionatele Unificate in Perechi
  - Show l-a acoperit pe Mysterio dupa un «K.O. Punch» în aer.
- Randy Orton l-a învins pe John Cena într-un meci Hell in a Cell câștigând titlul WWE Championship
  - Orton l-a numarat pe Cena dupa un «Running Punt Kick».
- Drew McIntyre l-a învins pe R-Truth
  - McIntyre a câștigat prin pinfall, dupa aplicarea unu-i «Future Shock»
- Kofi Kingston i-a învins pe Jack Swagger si The Miz păstrându-și titlul WWE United States Championship
  - Kingston l-a acoperit pe Miz dupa un «Gutwrench Powerbomb» a lui Swagger.
- D-Generation X i-a învins pe Cody Rhodes si Ted DiBiase Jr. într-un meci Tag Team Hell in a Cell Match
  - Michaels l-a acoperit pe Rhodes dupa un «Sweet Chin Music» si o lovitura cu barosu a lui Triple H

### 2010
Hell in a Cell 2010 a avut loc pe data de 3 octombrie 2010, evenimentul fiind gazduit de American Airlines Center
din Dallas, Texas.
- Dark Match: Goldust, Kofi Kingston & R-Truth i-a învins pe Dolph Ziggler, Cody Rhodes & Drew McIntyre
  - Goldust l-a acoperit pe Rhodes.
- Daniel Bryan i-a învins pe The Miz si John Morrison într-un Submissions Count Anywhere Match păstrându-și titlul WWE United States Championship
  - Bryan l-a făcut pe Miz sa cedeze cu un «LeBell Lock».
- Randy Orton l-a învins pe Sheamus într-un Hell in a Cell Match păstrându-și titlul WWE Championship
  - Orton l-a acoperit pe Sheamus dupa un «RKO» pe niște scări metalice
- Edge l-a învins pe Jack Swagger 
  - Edge a câștigat prin pinfall, după aplicarea unui «Spear».
- Wade Barrett l-a învins pe John Cena 
  - Barrett l-a acoperit pe Cena dupa ce Husky Harris l-a lovit cu un tub de metal in timp ce Michael McGilicutty distragea arbitrul
- Natalya a învinso pe Michelle McCool prin descalificare
  - Natalya a câștigat meciul prin descalificare dupa interventia lui Layla
- Kane l-a învins pe The Undertaker (cu Paul Bearer) într-un Hell in a Cell Match păstrându-și titlul WWE World Heavyweight Championship
  - Kane a câștigat pe Undertaker dupa ce Bearer l-a lovit cu o urnă și un «Chokeslam».
  - În timpul meciului Bearer l-a trădat pe Undertaker și sa unit cu Kane

### 2011
Hell in a Cell 2011 a avut loc pe data de 2 octombrie 2011, evenimentul fiind gazduit de New Orleans Arena
din New Orleans, Louisiana.
- Dark Match: Daniel Bryan l-a învins pe JTG
  - Bryan l-a făcut pe JTG sa cedeze cu un «LeBell Lock».
- Sheamus l-a învins pe Christian
  - Sheamus l-a numarat pe Christian dupa un «Brogue Kick».
- Sin Cara (albastru) l-a învins pe Sin Cara (negru)
  - Sin Cara "albastru" l-a acoperit pe Sin Cara "negru" dupa un «Code Azul».
- Air Boom (Kofi Kingston & Evan Bourne) i-a învins pe Dolph Ziggler & Jack Swagger păstrându-și titlurile WWE Tag Team Championship
  - Bourne l-a acoperit pe Swagger dupa un «Super Hurricarana».
- Mark Henry l-a învins pe Randy Orton într-un Hell in a Cell Match păstrându-și titlul WWE World Heavyweight Championship
  - Henry l-a acoperit pe Orton dupa un «World's Strongest Slam».
- Cody Rhodes l-a învins pe John Morrison păstrându-și titlul WWE Intercontinental Championship
  - Rhodes l-a acoperit pe Morrison cu un «Roll-up»
- Beth Phoenix (cu Natalya) a învins-o pe Kelly Kelly (cu Eve Torres) câștigând titlul WWE Divas Championship
  - Beth a numarato pe Kelly dupa ce Natalya a lovito cu un microfon urmat de un «Glam Slam».
- Alberto del Rio (cu Ricardo Rodriguez) i-a învins pe John Cena (c) și CM Punk într-un Hell in a Cell Match câștigând titlul WWE Championship
  - Del Rio l-a numarat pe Punk dupa ce l-a lovit cu un tub de fier.
  - În timpul meciului Ricardo a deschis ușa să intervină dar Cena i-a aplicat un «Attitude Adjustment» în exterior. Apoi Del Rio l-a atacat pe Cena lasândul afară pâna la finalul meciului.
  - Dupa meci Cena l-a atacat pe Del Rio.

### 2012
Hell in a Cell 2012 a avut loc pe data de 28 octombrie 2012, evenimentul fiind gazduit de Philips Arena
din Atlanta, Georgia.
- Randy Orton l-a învins pe Alberto del Rio (cu Ricardo Rodriguez)
  - Orton l-a numarat pe Del Rio dupa un «RKO» în aer.
- Team Rhodes Scholars i-a învins pe Campioni în Perechi Team Hell No prin descalificare
  - Team Hell No a-u fost descalificati dupa ce Kane i-a atacat pe Sandow si Rhodes.
- Kofi Kingston l-a învins pe The Miz păstrându-și titlul WWE Intercontinental Championship
  - Kofi l-a numarat pe Miz dupa un «Trouble in Paradise».
- Antonio Cesaro l-a învins pe Justin Gabriel păstrându-și titlul WWE United States Championship
  - Cesaro l-a acoperit pe Gabriel dupa un «Gotch-Style Neutralizer».
- Rey Mysterio si Sin Cara i-a învins pe The Prime Time Players
  - Mysterio l-a acoperit pe Young dupa un «619» și un «Splash».
- Big Show l-a învins pe Sheamus câștigând titlul WWE World Championship
  - Big Show l-a numarat pe Sheamus dupa un «K.O. Punch».
- Eve Torres le-a învins pe Kaitlyn si Layla păstrându-și titlul WWE Divas Championship
  - Eve a numarato pe Layla dupa un «Somersault Senton» de pe a treia coarda peste Kaitlyn si Layla.
- CM Punk (cu Paul Heyman) l-a învins pe Ryback într-un Hell in a Cell Match păstrându-și titlul WWE Championship
  - Punk l-a numarat pe Ryback cu un  «Roll-up» dupa un «Low Blow» a arbitrului Brad Maddox.
  - Maddox a numarat foarte repede
  - Dupa meci, Ryback l-a atacat pe Maddox si ia aplicat un «Shell Shocked» lui Punk pe tavanul cușci.

### 2013
Hell in a Cell 2013 a avut loc pe data de 27 octombrie 2013, evenimentul fiind gazduit de American Airlines Arena
din Miami, Florida.
- Dark Match: Damien Sandow l-a învins pe Kofi Kingston 
  - Sandow l-a numarat pe Kofi dupa un «You're Welcome».
  - Acest meci a fost emis pe Google+, WWE App, Facebook, YouTube si WWE.com.
- Cody Rhodes & Goldust i-a învins Seth Rollins & Roman Reigns și The Usos păstrându-și titlurile WWE Tag Team Championship
  - Rhodes l-a numarat pe Rollins dupa un «Throat Thrust»  a lui Goldust si un «Cross Rhodes».
- Fandango și Summer Rae i-a învins pe Marele Khali și Natalya (cu Hornswoggle)
  - Rae a numarato pe Natalya dupa un «Rope Lariat» si un «Roll-up».
- Big E Langston l-a învins pe Campionul Statelor Unite Dean Ambrose prin Count Out
  - Langston l-a invins pe Ambrose dupa ce acesta nu a revenit in ring pana la 10.
  - Ambrose a pastrat titlul.
  - Dupa meci, Langston l-a atacat pe Ambrose.
- CM Punk i-a învins pe Ryback și Paul Heyman într-un 2-on-1 Handicap Hell in a Cell Match
  - Punk l-a numarat pe Ryback dupa o lovitura cu un băț de kendo urmat de un «Go To Sleep».
- Los Matadores (cu El Torito) i-a învins pe The Real Americans (cu Zeb Colter)
  - Diego l-a numarat pe Swagger dupa o combinatie de «STO» si un «Bulldog».
- John Cena l-a învins pe Alberto del Rio câștigând titlul WWE World Heavyweight Championship
  - Cena l-a numarat pe Del Rio dupa un «Attitude Adjustment».
- AJ Lee (cu Tamina) a învinso pe Brie Bella (cu Nikki) păstrându-și titlul WWE Divas Championship
  - AJ a făcuto pe Brie sa cedeze cu un «Black Widow».
- Randy Orton l-a învins pe Daniel Bryan (cu Shawn Michaels arbitru special) într-un Hell in a Cell Match câștigând titlul WWE Championship
  - Orton l-a numarat pe Bryan dupa un «Sweet Chin Music» a lui Michaels.
  - În timpul meciului, Triple H a intervenit în favoarea lui Orton

### 2014
Hell in a Cell 2014 a avut loc pe data de 26 octombrie 2014, evenimentul fiind gazduit de American Airlines Center
din Dallas, Texas.
- Kick-Off: Mark Henry l-a învins pe Bo Dallas 
  - Henry l-a numarat pe Dallas dupa un «World's Strongest Slam».
- Dolph Ziggler l-a învins Cesaro în-trun 2-out-of-3 Falls Match păstrându-și titlul WWE Intercontinental Championship
  - Ziggler l-a numarat pe Cesaro cu un «Small Package». [1-0]
  - Ziggler l-a numarat pe Cesaro dupa un «Zig Zag». [2-0]
- Nikki Bella a învinso pe Brie Bella 
  - Nikki a acoperito pe Brie dupa un «Rack Attack».
- Goldust & Stardust i-a învins pe The Usos păstrându-și titlurile WWE Tag Team Championship
  - Goldust l-a numarat pe Jey dupa un «Final Cut».
- John Cena l-a învins pe Randy Orton într-un Hell in a Cell Match câștigând o șansă pentru Titlul Mondial WWE
  - Cena l-a numarat pe Orton dupa un «Attitude Adjustment» de pe a doua coardă pe o masă.
- Sheamus l-a învins pe The Miz (cu Damien Mizdow) păstrându-și titlul WWE United States Championship
  - Sheamus l-a numarat pe Miz dupa un «Brogue Kick» în aer.
- Rusev (cu Lana) l-a învins pe Big Show 
  - Rusev a câștigat după ce l-a lăsat KO pe Show cu «The Accolade»
- AJ Lee a învinso pe Paige (cu Alicia Fox) păstrându-și titlul WWE Divas Championship
  - AJ a făcuto pe Paige sa cedeze cu un «Black Widow».
- Seth Rollins (cu Jamie Noble & Joey Mercury) l-a învins pe Dean Ambrose într-un Hell in a Cell Match
  - Rollins l-a numarat pe Ambrose dupa un «Uranage» a lui Bray Wyatt.
  - Înainte de meci Ambrose i-a atacat pe Rollins, Noble și Mercury cu un băț de kendo
  - În timpul meciului Mercury, Noble, Kane și Wyatt au intervenit în favoarea lui Rollins.
  - Dupa meci, Wyatt i-a aplicat un «Sister Abigail» lui Ambrose.

### 2015
Hell in a Cell 2015 a avut loc pe data de 25 octombrie 2015, evenimentul fiind gazduit de Staples Center
din Los Angeles, California.
- Kick-Off: Dolph Ziggler, Cesaro și Neville  i-a învins pe Rusev, Sheamus și King Barrett
  - Neville l-a numarat pe Barrett dupa un «Cesaro Swing» a lui Cesaro si un «Red Arrow».
- Alberto del Rio (cu Zeb Colter) l-a învins John Cena câștigând titlul WWE United States Championship
  - Del Rio l-a numarat pe Cena dupa un «Backstabber» și un «Superkick».
  - Aceasta era întoarcerea lui Del Rio în WWE după o concediere.
- Roman Reigns l-a învins pe Bray Wyatt într-un Hell in a Cell Match
  - Reigns l-a numarat pe Wyatt dupa o lovitura cu un bat de kendo si un «Spear».
- The New Day (Big E & Kofi Kingston i-a învins pe The Dudley Boyz păstrându-și titlurile WWE Tag Team Championship
  - Kofi l-a numarat pe Bubba Ray dupa un «Trouble in Paradise»
- Charlotte a învinso pe Nikki Bella păstrându-și titlul WWE Divas Championship
  - Charlotte a făcuto pe Nikki să cedeze cu «Figure Eight».
- Seth Rollins l-a învins pe Demon Kane păstrându-și Campionatul Mondial din WWE
  - Rollins l-a numarat pe Kane dupa un «Pedigree».
- Kevin Owens l-a învins pe Ryback păstrându-și titlul WWE Intercontinental Championship
  - Owens l-a numarat pe Ryback dupa un «Pop-up Powerbomb».
- Brock Lesnar (cu Paul Heyman) l-a învins pe The Undertaker într-un Hell in a Cell Match
  - Lesnar l-a numarat pe Undertaker dupa un «Low Blow» și un «F-5»
  - Dupa meci, Familia Wyatt la-u "sechestrat" pe Undertaker

### 2016
Hell in a Cell 2016 a avut loc pe data de 30 octombrie 2016, evenimentul fiind gazduit de TD Garden
din Boston, Massachusetts.
- Kick-Off: Cedric Alexander, Lince Dorado și Sin Cara  i-a învins pe Tony Nese, Drew Gulak și Ariya Daivari
  - Cedric l-a numarat pe Gulak dupa un «Lumbar Check».
- Roman Reigns l-a învins Rusev (cu Lana) într-un Hell in a Cell Match păstrându-și titlul WWE United States Championship
  - Reigns l-a numarat pe Rusev dupa un «Spear» de pe o scară metalică.
- Bayley a învinso pe Dana Brooke 
  - Bayley a numarato pe Brooke dupa un «Belly to Bayley».
- Luke Gallows & Karl Anderson i-a învins pe Enzo Amore & Big Cass 
  - Anderson l-a numarat pe Amore dupa un «Magic Killer».
- Kevin Owens l-a învins pe Seth Rollins într-un Hell in a Cell Match păstrându-și titlul WWE Universal Championship
  - Owens l-a numarat pe Rollins dupa un «Pop-up Powerbomb» pe douo scaune.
  - În timpul meciului, Jericho a intrat în cușcă intervenind în favoarea lui Owens
- Brian Kendrick l-a învins pe T.J. Perkins câștigând titlul WWE Cruiserweight Championship
  - Kendrick l-a făcut pe Perkins sa cedeze cu «Captain's Hook».
- Cesaro & Sheamus i-a învins Campioni in Perechi The New Day prin descalificare
  - New Day a-u fost descalificati dupa ce Kofi i-a aplicat lui Sheamus un «Trouble in Paradise».
- Charlotte a învinso pe Sasha Banks într-un Hell in a Cell Match câștigând titlul Raw Women's Championship
  - Charlotte a numarato pe Banks dupa ce a lovito de o masa si un «Natural Selection».
  - Înaintea meciului Charlotte a atacato pe Banks.
  - Acesta a fost primul Hell in a Cell cu dive.
  - Acesta a fost primul main event a unui Pay-per-view între douo dive.

### 2017
Hell in a Cell 2017 a avut loc pe data de 8 octombrie 2017, evenimentul fiind gazduit de Little Caesars Arena
din Detroit, Michigan.
- Kick-Off: Chad Gable și Shelton Benjamin  i-au învins pe The Hype Bros (Mojo Rawley & Zack Ryder) (10:20)
  - Gable l-a numarat pe Ryder dupa o combinație de «Diving Somersault Neckbreaker» și «Sitout Powerbomb».
- The Usos i-au învins pe The New Day (Big E & Xavier Woods) într-un Hell in a Cell Match câștigând titlurile SmackDown Tag Team Championship (22:00)
  - Jimmy l-a numarat pe Woods dupa un «Double Uso Splash» pe un scaun.
- Randy Orton l-a învins pe Rusev (11:40)
  - Orton l-a numarat pe Rusev dupa un «RKO».
- Baron Corbin i-a învins pe AJ Styles (c) și Tye Dillinger câștigând titlul WWE United States Championship (19:20)
  - Corbin l-a numarat pe Dillinger dupa un «Phenomenal Forearm» a lui Styles.
- Charlotte Flair a învins Campioana Feminină din SmackDown Natalya prin descalificare (12:15)
  - Natalya a fost descalificată după ce a lovito pe Charlotte cu un scaun
  - Cu acest rezultat, Natalya a păstrat titlul.
- Jinder Mahal (însoțit de The Singh Brothers) l-a învins pe Shinsuke Nakamura păstrându-și titlul WWE Championship (12:10)
  - Mahal l-a numărat pe Nakamura după un «Khallas».
- Bobby Roode l-a învins pe Dolph Ziggler (11:35)
  - Roode l-a numărat pe Ziggler cu un «Roll-up».
- Kevin Owens l-a învins pe Shane McMahon într-un Falls Count Anywhere Hell in a Cell Match (38:45)
  - Owens l-a numărat pe Shane după ce acesta a ratat un «Diving Elbow Drop» de pe tavanul cușci pe masa comentatorilor.
  - În timpul meciului, Sami Zayn a intervenit în favoarea lui Owens, devenind heel.

### 2018
Hell in a Cell 2018 a avut loc pe data de 16 septembrie 2018, evenimentul fiind gazduit de AT&T Center din San Antonio, Texas.
- Kick-off: The New Day (Big E și Kofi Kingston) (c) i-au învins pe Rusev & Aiden English păstrându-și campionatele WWE SmackDown Tag Team Championship
  - Kingston l-a numărat pe English după un «Trouble in Paradise».
- Randy Orton l-a învins pe Jeff Hardy într-un Hell in a Cell Match
  - Orton l-a numărat pe Hardy după ce acesta a căzut de pe cușcă pe o masă.
- Becky Lynch a învins-o pe Charlotte Flair (c) câștigând campionatul WWE SmackDown Women's Championship
  - Lynch a numărat-o pe Charlotte cu un «Roll-up».
- Dolph Ziggler & Drew McIntyre (c) i-au învins pe Seth Rollins & Dean Ambrose păstrându-și campionatele WWE Raw Tag Team Championship
  - Ziggler l-a numărat pe Rollins după un «Claymore Kick» a lui McIntyre.
- AJ Styles (c) l-a învins pe Samoa Joe păstrându-și campionatul WWE Championship
  - Styles l-a numărat pe Joe după ce a întors un «Coquina Clutch» într-un «Roll-up».
  - În timpul meciului, Styles s-a predat dar arbitrul nu a văzut.
- The Miz & Maryse i-au învins pe Daniel Bryan & Brie Bella
  - Maryse a numărat-o pe Brie cu un «Roll-up».
- Ronda Rousey (c) a învins-o pe Alexa Bliss păstrându-și campionatul WWE Raw Women's Championship
  - Rousey făcut-o pe Bliss să cedeze după un «Armbar».
- Roman Reigns (c) vs. Braun Strowman într-un Hell in a Cell Match pentru campionatul WWE Universal Championship a terminat fără rezultat
  - Meciul s-a încheiat după ce Brock Lesnar a intervenit în cușcă și i-a atacat pe amândoi și aceștia nu au putut continua lupta.
  - Cu acest rezultat, Reigns păstrează campionatul.
  - Aceasta a fost încasarea valizei Money in the Bank a lui Strowman.

### 2019
Hell in a Cell 2019 a avut loc pe data de 4 octombrie 2019, evenimentul fiind gazduit de Golden 1 Center din Sacramento, California.
- Kick-off: Natalya a învins-o pe Lacey Evans (9:25)
  - Natalya a făcut-o pe Evans să cedeze cu un «Sharpshooter».
- Becky Lynch l-a învins pe Sasha Banks într-un Hell in a Cell Match păstrându-și campionatul Raw Women's Championship (21:50)
  - Lynch a făcut-o pe Banks să cedeze cu un «Dis-Arm-Her».
- Roman Reigns și Daniel Bryan i-au învins pe Luke Harper și Erick Rowan într-un Tornado Tag Team Match (16:45)
  - Reigns l-a numărat pe Harper după un «Running Knee Plus» a lui Bryan și un «Spear».
- Randy Orton l-a învins pe Ali (12:10).
  - Orton l-a numărat pe Ali după un «RKO».
- The Kabuki Warriors (Asuka & Kairi Sane) l-ea învins pe Alexa Bliss & Nikki Cross câștigând campionatele WWE Women's Tag Team Championship (10:25)
  - Asuka a numărat-o pe Cross după un «Green Mist» și un «Buzzsaw Kick».
- Braun Strowman & The Viking Raiders (Ivar & Erik) i-au învins pe The O.C. (AJ Styles, Luke Gallows & Karl Anderson) prin descalificare (8:15)
  - O.C. au fost descalificați după ce Gallows și Anderson l-au atacat pe Strowman în continuare.
  - După luptă, Strowman l-a atacat pe Styles.
- Shorty Gable l-a învins pe King Corbin (12:40).
  - Gable l-a numărat pe Corbin cu un «Roll-up».
- Charlotte Flair a învins-o pe Bayley (c) câștigând campionatul SmackDown Women's Championship (10:15).
  - Charlotte a făcut-o pe Bayley să cedeze cu un «Figure Eight».
- "The Fiend" Bray Wyatt l-a învins pe Seth Rollins prin descalificare într-un Hell in a Cell Match pentru campionatul WWE Universal Championship (17:30)
  - Arbitrul a oprit meciul atunci când Rollins l-a atacat pe Wyatt cu un ciocan.
  - Cu acest rezultat, Rollins a păstrat campionatul.
  - După meci, Wyatt l-a atacat pe Rollins.

### 2020
Hell in a Cell 2020 a avut loc pe data de 25 octombrie 2020, evenimentul fiind gazduit de Amway Center din Orlando, Florida.
- Kick-off: R-Truth l-a învins pe Drew Gulak păstrându-și campionatul WWE 24/7 Championship (5:25)
  - R-Truth l-a numărat pe Gulak cu un «Roll-up».
- Roman Reigns (însoțit de Paul Heyman) l-a învins pe Jey Uso într-un «I Quit» Hell in a Cell Match păstrându-și campionatul WWE Universal Championship (29:20)
  - Reigns a câștigat lupta după ce Jey a cedat atunci când Reigns i-a aplicat un «Guillotine Lock» fratelui său, Jimmy Uso.
- Elias l-a învins pe Jeff Hardy prin descalificare (7:50).
  - Hardy a fost descalificat după ce l-a lovit pe Elias cu chitara.
- The Miz (însoțit de John Morrison) l-a învins pe Otis (însoțit de Tucker) câștigând valiza Money in the Bank (7:25)
  - Miz l-a numărat pe Otis după ce Tucker l-a lovit cu valiza.
- Sasha Banks a învins-o pe Bayley într-un Hell in a Cell Match câștigând campionatul SmackDown Women's Championship (26:35)
  - Banks a făcut-o pe Bayley să cedeze cu un «Bank Statement».
- Bobby Lashley l-a învins pe SLAPJACK păstrându-și campionatul WWE United States Championship (3:50).
  - Lashley l-a făcut pe SLAPJACK să cedeze după un «Full Nelson».
  - După luptă, Lashley a fost atacat de către Retribution, dar acesta a fost apărat de către The Hurt Business.
- Randy Orton l-a învins pe Drew McIntyre (c) într-un Hell in a Cell Match câștigând campionatul WWE Championship (30:35)
  - Orton l-a numărat pe McIntyre după un «RKO».

### 2021
Hell in a Cell 2021 a avut loc pe data de 20 iunie 2021, evenimentul fiind gazduit de Yuengling Center din Tampa, Florida.
- Kick-off: Natalya (însoțită de Tamina) a învins-o pe Mandy Rose (însoțită de Dana Brooke) (9:45)
  - Natalya a făcut-o pe Rose să cedeze cu «Sharpshooter».
- Bianca Belair a învins-o pe Bayley într-un Hell in a Cell Match păstrându-și campionatul WWE SmackDown Women's Championship (19:45)
  - Belair a numărat-o pe Bayley după un «KOD» pe o scară.
- Seth Rollins l-a învins pe Cesaro (16:15).
  - Rollins l-a numărat pe Cesaro cu un «Roll-Up».
- Alexa Bliss a învins-o pe Shayna Baszler (însoțită de Nia Jax) (7:00)
  - Bliss a numărat-o pe Baszler după un «Twisted Bliss».
- Sami Zayn l-a învins pe Kevin Owens (12:40).
  - Zayn l-a numărat pe Owens după un «Helluva Kick».
- Charlotte Flair a învins-o prin descalificare pe Campioana Feminină din Raw Rhea Ripley (14:10).
  - Ripley a fost descalificată după ce a lovit-o pe Flair cu coperta de pe masa comentatorilor.
  - După luptă, Ripley a atacat-o pe Flair. Cu acest rezultat, Ripley păstrează centura.
- Bobby Lashley (c) (însoțit de MVP) l-a învins pe Drew McIntyre într-un Hell in a Cell Match păstrându-și campionatul WWE Championship (25:43)
  - Lashley l-a numărat pe McIntyre cu un «Roll-Up».
  - În timpul luptei, MVP a intervenit în favoarea lui Lashley.
  - Cu acest rezultat, McIntyre nu va mai putea lupta pentru centura cât timp Lashley este campion.

### 2022
Hell in a Cell 2022 a avut loc pe data de 5 iunie 2022, evenimentul fiind gazduit de Allstate Arena din Rosemont, Illinois.
- Bianca Belair (c) le-a învins-o pe Asuka și Becky Lynch păstrându-și campionatul WWE Raw Women's Championship (18:55)
  - Belair a numărat-o pe Asuka după un «Manhandle Slam» a lui Lynch.
- Bobby Lashley i-a învins pe Omos și MVP într-un 2-on-1 Handicap Match (8:25).
  - Lashley l-a făcut pe MVP să cedeze cu un «Hurt Lock».
- Kevin Owens l-a învins pe Ezekiel (9:20)
  - Owens l-a numărat pe Ezekiel după un «Stunner».
- The Judgement Day (Edge, Damian Priest & Rhea Ripley) i-au învins pe AJ Styles, Finn Bálor & Liv Morgan (16:00).
  - Edge l-a numărat pe Balor după un «Spear».
- Madcap Moss l-a învins pe Happy Corbin într-un No Holds Barred Match (12:05)
  - Moss l-a numărat pe Corbin după ce l-a lovit cu scara.
- Theory (c) l-a învins pe Mustafa Ali păstrându-și campionatul WWE United States Championship (10:25)
  - Theory l-a numărat pe Ali după un «ATL».
- Cody Rhodes l-a învins pe Seth "Freakin" Rollins într-un Hell in a Cell Match (24:20)
  - Rhodes l-a numărat pe Rollins după ce l-a lovit cu un baros.
  - Înainte de eveniment, Rhodes a suferit o ruptură de pectoral, ceea ce însemna ca lupta să fie anulată; cu toate acestea, WWE a anunțat că Rhodes este apt să lupte.
  - Această luptă a fost evaluată cu 5 stele de jurnalistul Dave Meltzer, fiind primul meci care a obținut acest rating din 2011.